# المعزاب (المفتاح)
المعزاب هي إحدى قرى عزلة الجبر الاسفل بمديرية المفتاح التابعة لمحافظة حجة، بلغ تعداد سكانها 1500 نسمة حسب تعداد اليمن لعام 2020.
```
قرية المعزاب هي إحدى القرى التابعة لعزلة الجبر الأسفل في مديرية المفتاح بمحافظة حجة، اليمن.  تتميز هذه القرية بموقعها الجغرافي ضمن المناطق الجبلية الخضراء التي تشتهر بها محافظة حجة. 
```

الموقع الجغرافي والبيئة
تقع قرية المعزاب ضمن عزلة الجبر الأسفل، وتحيط بها تضاريس جبلية وسهول زراعية، مما يجعلها جزءًا من البيئة الريفية الخضراء التي تميز محافظة حجة.

الأنشطة التعليمية والثقافية
تُعد قرية المعزاب نشطة في المجال التعليمي والثقافي، حيث استضافت فعاليات تعليمية مثل الحفل الختامي للدورة الصيفية بمركز الإمام مجدالدين المؤيدي، الذي أُقيم تحت شعار "علم وجهاد"، بحضور أولياء الأمور وأبناء القرية.